# L'Œil du témoin
Pour plus de détails, voir Fiche technique et Distribution.
L'Œil du témoin (Eyewitness) est un film américain produit et réalisé par Peter Yates et écrit par Steve Tesich, sorti en 1981.

## Synopsis
Daryll Deever, gardien de nuit dans un immeuble de Manhattan, découvre le cadavre de son patron, M. Long. Pour impressionner Tony Sokolow, une jeune journaliste qui mène l'enquête et dont il est secrètement épris, il lui fait croire qu'il détient des informations exclusives sur l'affaire, comme l'identité du tueur.

## Fiche technique
- Titre : L'Œil du témoin
- Titre original : Eyewitness
- Réalisation : Peter Yates
- Scénario : Steve Tesich
- Production : Peter Yates
- Directeur de la photographie : Matthew F. Leonetti
- Musique : Stanley Silverman
- Montage : Cynthia Scheider
- Pays de production :  États-Unis
- Box-office : 6,4 millions $
- Durée : 103 minutes
- Dates de sortie :
  - États-Unis : 13 février 1981
  - France : 17 juin 1981

## Distribution
- William Hurt (VF : Richard Darbois) : Daryll Deever
- Sigourney Weaver (VF : Évelyn Séléna) : Antonia "Tony" Sokolow
- Christopher Plummer (VF : Gabriel Cattand) : Joseph
- James Woods (VF : Dominique Collignon-Maurin) : Alan "Aldo" Mercer
- Kenneth McMillan (VF : Jacques Dynam) : M. Deever
- Pamela Reed (VF : Élisabeth Wiener) : Linda Mercer
- Albert Paulsen (VF : Michel Gudin) : M. Sokolow
- Steven Hill (VF : Claude Joseph) : le lieutenant Jacobs
- Morgan Freeman (VF : Daniel Gall) : le lieutenant Black
- Alice Drummond : Mme Eunice Deever
- Irene Worth : Mme Sokolow
- Chao Li Chi (VF : Jean Berger) : M. Long
- Mikhaïl Boguine : Chlomo
- Sharon Goldman : Israeli Woman